# Isabella di Francia (1225-1270)
Isabella di Francia (1225 – Abbazia di Longchamp, 22 febbraio 1270) era la figlia del re Luigi VIII e di santa Bianca di Castiglia, sorella di san Luigi IX. Beatificata da papa Leone X nel 1521.

## Biografia
Visse per gran parte della sua vita nel monastero delle minoresse, da lei stessa fondato nei pressi di Parigi a Longchamp, presso Auteuil dopo la rinuncia a nozze e vita regali.

## Culto
Nel 1521 papa Leone X la dichiarò beata, una delle prime sante clarisse.
La Chiesa cattolica la ricorda il  22 febbraio come recita il Martirologio Romano:

## Ascendenza
|                           |                         |                          | Genitori                     |  |  | Nonni |  |  | Bisnonni             |  |  | Trisnonni           |  |
|                           |                         |                          |                              |  |  |       |  |  | Luigi VII il Giovane |  |  | Luigi VI di Francia |  |
|                           |                         |                          |                              |  |  |       |  |  | Luigi VII il Giovane |  |  | Luigi VI di Francia |  |
|                           |                         | Adelaide di Savoia       |                              |  |  |       |  |  | Luigi VII il Giovane |  |  |                     |  |
| Filippo II di Francia     |                         |                          |                              |  |  |       |  |  | Luigi VII il Giovane |  |  |                     |  |
|                           |                         | Adèle di Champagne       | Tebaldo II di Champagne      |  |  |       |  |  |                      |  |  |                     |  |
|                           |                         | Adèle di Champagne       | Tebaldo II di Champagne      |  |  |       |  |  |                      |  |  |                     |  |
|                           |                         | Adèle di Champagne       | Matilde di Carinzia          |  |  |       |  |  |                      |  |  |                     |  |
| Luigi VIII di Francia     |                         | Adèle di Champagne       |                              |  |  |       |  |  |                      |  |  |                     |  |
|                           |                         | Baldovino V di Hainaut   | Baldovino IV di Hainaut      |  |  |       |  |  |                      |  |  |                     |  |
|                           |                         | Baldovino V di Hainaut   | Baldovino IV di Hainaut      |  |  |       |  |  |                      |  |  |                     |  |
|                           |                         | Baldovino V di Hainaut   | Alice di Namur               |  |  |       |  |  |                      |  |  |                     |  |
| Isabella di Hainaut       |                         | Baldovino V di Hainaut   |                              |  |  |       |  |  |                      |  |  |                     |  |
|                           |                         | Margherita I di Fiandra  | Teodorico di Alsazia         |  |  |       |  |  |                      |  |  |                     |  |
|                           |                         | Margherita I di Fiandra  | Teodorico di Alsazia         |  |  |       |  |  |                      |  |  |                     |  |
|                           |                         | Margherita I di Fiandra  | Sibilla d'Angiò              |  |  |       |  |  |                      |  |  |                     |  |
| Isabella di Francia       |                         | Margherita I di Fiandra  |                              |  |  |       |  |  |                      |  |  |                     |  |
|                           | Sancho III di Castiglia | Alfonso VII di León      |                              |  |  |       |  |  |                      |  |  |                     |  |
|                           | Sancho III di Castiglia | Alfonso VII di León      |                              |  |  |       |  |  |                      |  |  |                     |  |
|                           | Sancho III di Castiglia | Berengaria di Barcellona |                              |  |  |       |  |  |                      |  |  |                     |  |
| Alfonso VIII di Castiglia | Sancho III di Castiglia |                          |                              |  |  |       |  |  |                      |  |  |                     |  |
|                           |                         | Bianca Garcés di Navarra | García IV Ramírez di Navarra |  |  |       |  |  |                      |  |  |                     |  |
|                           |                         | Bianca Garcés di Navarra | García IV Ramírez di Navarra |  |  |       |  |  |                      |  |  |                     |  |
|                           |                         | Bianca Garcés di Navarra | Margherita de l'Aigle        |  |  |       |  |  |                      |  |  |                     |  |
| Bianca di Castiglia       |                         | Bianca Garcés di Navarra |                              |  |  |       |  |  |                      |  |  |                     |  |
|                           |                         | Enrico II d'Inghilterra  | Goffredo V d'Angiò           |  |  |       |  |  |                      |  |  |                     |  |
|                           |                         | Enrico II d'Inghilterra  | Goffredo V d'Angiò           |  |  |       |  |  |                      |  |  |                     |  |
|                           |                         | Enrico II d'Inghilterra  | Matilde d'Inghilterra        |  |  |       |  |  |                      |  |  |                     |  |
| Eleonora d'Inghilterra    |                         | Enrico II d'Inghilterra  |                              |  |  |       |  |  |                      |  |  |                     |  |
|                           |                         | Eleonora d'Aquitania     | Guglielmo X di Aquitania     |  |  |       |  |  |                      |  |  |                     |  |
|                           |                         | Eleonora d'Aquitania     | Guglielmo X di Aquitania     |  |  |       |  |  |                      |  |  |                     |  |
|                           |                         | Eleonora d'Aquitania     | Eleonora di Châtellerault    |  |  |       |  |  |                      |  |  |                     |  |
|                           |                         | Eleonora d'Aquitania     |                              |  |  |       |  |  |                      |  |  |                     |  |